# Fatima al-Budeiri
Fatima Musa Al-Budairi (Jerusalén, 1923- Amán, 2009) fue una locutora y comisaria de radio palestina. Comenzó su carrera radiofónica en la estación de radio Jerusalem Calling transmitiendo, produciendo y trabajando como asistente de programas literarios y de mujeres y locutora de noticias. Ejerció profesionalmente en Siria, Jordania y Palestina. Trabajó para la Agencia de Obras Públicas y Socorro de las Naciones Unidas para los Refugiados de Palestina en el Cercano Oriente y en la Biblioteca de la Universidad de Jordania. Recibió el reconocimiento del Centro de Mujeres Periodistas Árabes.

## Trayectoria
Nacida en 1923 de familia Al-Budeiri, una antigua familia con raíces en Jerusalén. Era hija del juez de la Sharia Sheikh Musa al-Budeiri, que trabajaba en Jerusalén y transfirió sus conocimientos a los estudiantes de la mezquita de Al-Aqsa. Se educó en la Teachers' College de Jerusalén, donde se graduó en 1941.
A principios de 1946, Al-Budeiri se unió al personal de la estación de radio Jerusalem Calling como locutora y productora. Su padre no puso ninguna objeción a su elección profesional. Al-Budeiri trabajó como asistente de programas literarios y de mujeres, además de retransmitir noticias. Dejó la emisora en 1947. En 1949, se trasladó a Damasco donde cofundó Radio Al-Sham con el periodista, poeta y escritor palestino Issam Hammad, con quien estuvo casada de 1948 a 2006. Se mudó a Ramallah en 1952 donde se le pidió que transmitiera las noticias diariamente en una estación de radio mientras también trabajaba en el campo de la educación.Posteriormente, se trasladó a Berlín Oriental en 1957 donde retransmitió las noticias en Radio Berlín Árabe y en la Radio de Alemania Oriental durante los siguientes siete años.
Regresó a Ramallah en 1965. Dos años después, se mudó a Amán. Desempeñó labores como comisaria de la biblioteca de la Agencia de Obras Públicas y Socorro de las Naciones Unidas para los Refugiados de Palestina en el Cercano Oriente entre 1965 y 1971 y más tarde para el departamento de clasificación de la Biblioteca de la Universidad de Jordania de 1978 a 1983. Participó en varias conferencias árabes e internacionales y su experiencia profesional ha sido objeto de múltiples estudios. Ha sido estudiada como referente de las mujeres árabes dentro de los medios de comunicación.
Falleció a principios de julio de 2009 en Amán, donde fue enterrada a pesar de que soñaba con un entierro en Jerusalén.

## Reconocimientos
El obituario de Al Ra'i la describió como una "maravillosa dama jerosolimitana". La escritora Aida Al-Najjar dijo de ella que se había convertido en "una locutora de noticias políticas para ser líder entre las mujeres en este trabajo y para trabajar con los hombres". Ad-Dustour afirmó que fue "pionera de las radios árabes y la única voz femenina que competía con las voces masculinas en la radio". Al-Budeiri recibió el reconocimiento del Centro de Mujeres Periodistas Árabes.